# Johannes Boelstra (biljarter)
Johannes Boelstra (Leeuwarden, 27 oktober 1868 – aldaar, 30 oktober 1947) was een Nederlands biljarter. Hij nam tussen seizoen 1912–1913 en 1919–1920 deel aan zeven nationale kampioenschappen in de ereklasse.

## Deelname aan Nederlandse kampioenschappen in de Ereklasse
| Nr. | Kampioenschap     | Plaats     | Klassering | Alg. gemiddelde |
| --- | ----------------- | ---------- | ---------- | --------------- |
| 1.  | AK 45/2 1912–1913 | Arnhem     | 7e         | 5,46            |
| 2.  | AK 45/2 1913–1914 | Leeuwarden | 3e         | 6,79            |
| 3.  | AK 45/2 1914–1915 | Amsterdam  | 5e         | 7,66            |
| 4.  | AK 45/2 1915–1916 | Den Haag   | 4e         | 7,44            |
| 5.  | AK 45/2 1916–1917 | Groningen  | 4e         | 8,50            |
| 6.  | AK 45/2 1917–1918 | Amsterdam  | 5e         | 8,39            |
| 7.  | AK 45/2 1919–1920 | Leeuwarden | 5e         | 8,08            |